# Бабицький Фома
Бабицький Фома (? — 1921) — учасник махновського руху на Донбасі 1920—1921.
Є припущення що Фома використовував також псевдонім Бабицький Жорж, загін останнього діяв в тому ж районі де і Фома.

## Біографія
Місце народження і дата невідома. Наприкінці 1920 став командиром повстанського загону Революційної Повстанської Армії України на Донбасі. Входив до групи Савонова.
У жовтні 1920 після підписання союзного договору махновців з більшовиками загін Бабіцкого припинив військові дії проти Червоної армії в Катеринославської губернії.
Після того як махновці вступили в союз Радянською владою, загін Фоми в Ізюмі влився в регулярну армію.
25 жовтня 1920 загін у складі групи атакував Донський кінний корпус Морозова, бій тривав з ранку до пізнього вечора і з великими втратами відступив на північ Гуляйполя. 26 жовтня загін вибив білогвардійців з Гуляйполя.
З початком бойових дій червоних проти махновців загін Фоми в листопаді був захоплений зненацька червоними військами на станції Пологи, він відступили в село Шагорово. На початку літа Бабицький діяв в Ізюмському повіті в районі села Корочи.
Влітку 1921 загін був розбитий червоними. Подальша доля невідома.